# Маджарово
Маджа̀рово е град в Южна България. Той се намира в област Хасково, в близост до река Арда. Градът е административен център на община Маджарово. По данни на ГРАО към 15 март 2024 г. в града живеят 655 души по настоящ адрес и 614 души по постоянен адрес. Това е най-малкият град в България след Мелник. 

## География
Маджарово се намира в Източните Родопи, на брега на река Арда.

## История
Селището носи името Ятаджик до 1912 година, когато е преименувано на Дупница. През 1959 година, в знак на признателност към големия тракийски войвода Димитър Маджаров, селището е преименувано в Маджарово. Обявено е за град през 1973 година, във връзка с 60-годишнината от събитията край Арда.
На 4 октомври 1913 г. при Маджарово (тогава още с. Ятаджик) завършва трагичният поход в търсене на спасение на събралите се край Дедеагач българи от Беломорска Тракия. При преминаването на р. Арда край Маджарово, където е минавала границата до началото на Балканските войни през 1912 г., преследвани от башибозука на т.нар. „Гюмюрджинска автономия“, намират смъртта си над 1800 цивилни тракийски бежанци, предимно жени, деца и старци. Защитата на бежанците от безчинствата на башибозука е организирана единствено от четите на войводите Димитър Маджаров и Руси Славов, благодарение на които по-голямата част от бежанската колона успява да премине на отвъдния бряг на Арда.
В близост до мястото на трагичните събития се издига малък мемориален парк с параклис „Св. Петка Българска“ и паметник-костница „Тракийски пантеон“, в който са положени открити след години останки на загинали при преминаването на реката.
В град Маджарово може да се види Историко-етнографската експозиция, която представя традициите и историята на тракийското население от Източните Родопи, както и бита и културата на жителите на Беломорска Тракия, чиито наследници са съвременните обитатели на региона.
Експозицията съдържа както археологични находки от района, така и елементи от съвременната история на града, с макети на минните галерии, изкопаеми и минерали от минното дело.
Маджарово има статут на град от 1974 г.

## Население
Численост на населението според преброяванията през годините:
| \| Година на преброяване \| Численост \| \| --------------------- \| --------- \| \| 1934 \| 210 \| \| 1946 \| 214 \| \| 1956 \| 856 \| \| 1965 \| 3169 \| \| 1975 \| 3047 \| \| 1985 \| 2095 \| \| 1992 \| 1716 \| \| 2001 \| 741 \| \| 2011 \| 561 \| \| 2021 \| 647 \| |           |
| Година на преброяване | Численост |
| 1934 | 210       |
| 1946 | 214       |
| 1956 | 856       |
| 1965 | 3169      |
| 1975 | 3047      |
| 1985 | 2095      |
| 1992 | 1716      |
| 2001 | 741       |
| 2011 | 561       |
| 2021 | 647       |

Етническият състав включва 391 българи и 52 турци.

## Икономика
Доминиращите отрасли на местната икономика са туризмът и селското стопанство. Община Маджарово е богата на природни ресурси, което е чудесна предпоставка за развитието на екологичен, селски и специализиран туризъм. Територията около р. Арда и язовир „Ивайловград“ е подходяща за отмора, плуване, риболов и водни спортове.
Основен поминък за местното население е земеделието. Този селскостопански отрасъл има значителен потенциал за развитие в общината. Комбинацията от хълмист релеф, мека зима и топло лято благоприятстват развитието на тютюнопроизводството и животновъдството. Традициите в земеделието са свързани с отглеждането на пшеница, ечемик, пъпеши, дини и зеленчуци.
Малките предприятия имат доминиращ дял в местната индустрия. Главните отрасли са шивашка индустрия, производство на накити, строителство и рекултивация. Близостта на общината до Гърция и Турция дава възможност за развитието на смесени българо-турски и българо-гръцки предприятия, както и за основаването на чуждестранни компании.

## Обществени институции
- Читалище „Никола Вапцаров“
- Стадион „Миньор“
- Природозащитен център „Източни Родопи“ работи за опазването на природата на Източните Родопи и е регионална структура на Българското дружество за защита на птиците. Организацията има широка обществена подкрепа и е водещия авторитет при опазването на дивите птици и техните местообитания. В сградата на Природозащитния център се намира единствената на Балканите интерактивна изложба за живота на лешоядите.[4] Под формата на игри са представени основните акценти в живота на небесните властелини на Източните Родопи. Всеки посетител има възможността да чуе увлекателна лекция в изложбената зала и да види лешоядите на живо в дивата природа.

- Табелата на входа на града
- Сградата на община Маджарово
- Пощенският клон
- Паметник на загиналите през войните жители на Маджарово
- Училище „Димитър Маджаров“
- Читалище „Никола Вапцаров“
- Паметник на Димитър Маджаров
- Паметник на Руси Славов
- Паметник на капитан Петко войвода
- Паркът в центъра

## Редовни събития
Всяка последна събота преди 4 октомври община Маджарово, Съюзът на тракийските дружества и наследници на българите от Беломорска Тракия ежегодно провеждат възпоменателен събор с панихида в памет на загиналите през 1913 г. край Маджарово тракийски бежанци.

## Други
В близост до Маджарово, в землищата на с. Студен кладенец, с. Стари чал и с. Бойник, общ. Крумовград, се намира единственият в Източните Родопи резерват „Вълчи дол“, със строг режим на охрана, в който се намира една от двете колонии на белоглави лешояди в България.
Морският нос Маджарово на остров Анвер в Антарктика е наименуван в чест на Димитър Маджаров, и във връзка с град Маджарово в Южна България.